# Tasata taim
Tasata taim là một loài nhện trong họ Anyphaenidae.
Loài này thuộc chi Tasata. Tasata taim được M. J. Ramírez miêu tả năm 2003.